# Štěměchy
Štěměchy (in tedesco Stienmiech) è un comune ceco situato nel distretto di Třebíč, nella regione di Vysočina.